# إنداليكو ليفانو اقيري
إنداليكو ليفانو اقيري (بالإسبانية: Indalecio Liévano Aguirre)، (24 تموز / يوليو 1917 - 29 آذار / مارس 1982). (بالإنجليزية: Indalecio Liévano Aguirre) كان سياسي ودبلوماسي كولومبي، عمل بصفته الممثل الدائم السابع عشر لكولومبيا لدى الأمم المتحدة رئيساً للجمعية العامة للأمم المتحدة في عام 1978. وعمل أيضاً كممثل لكولومبيا. وزير الشؤون الخارجية والوزير المفوض في كوبا.

## روابط خارجية
- إنداليكو ليفانو اقيري على موقع مونزينجر (الألمانية)